# Hacienda del Carmen, Guanajuato
Hacienda del Carmen är en ort i Mexiko.   Den ligger i kommunen Pénjamo och delstaten Guanajuato, i den centrala delen av landet, 300 km väster om huvudstaden Mexico City. Hacienda del Carmen ligger 1 682 meter över havet och antalet invånare är 425.
Terrängen runt Hacienda del Carmen är kuperad åt sydost, men åt nordväst är den platt. Runt Hacienda del Carmen är det ganska tätbefolkat, med 54 invånare per kvadratkilometer. Närmaste större samhälle är Numarán, 7,5 km nordväst om Hacienda del Carmen. I omgivningarna runt Hacienda del Carmen växer huvudsakligen savannskog.